# Theodor Romscha

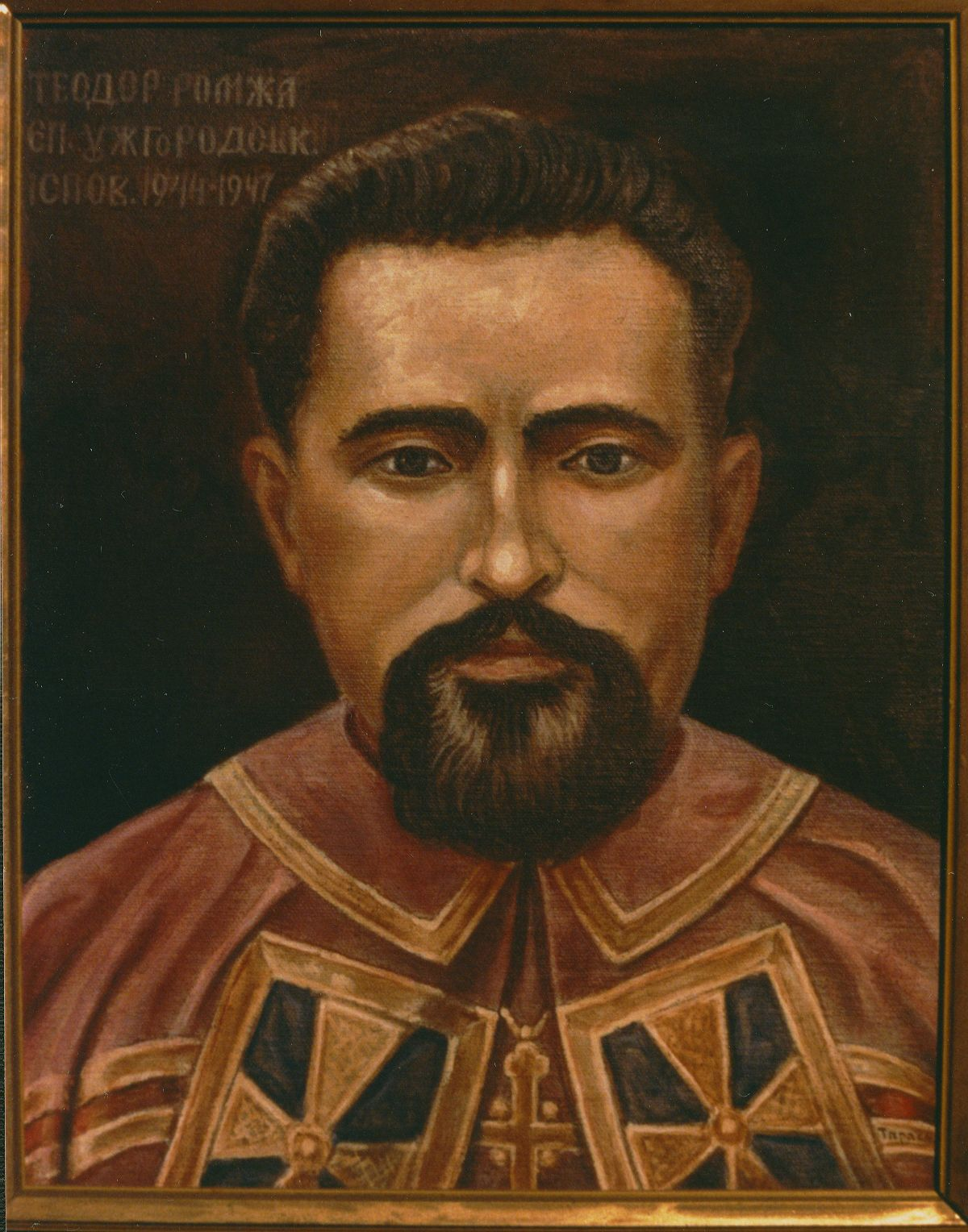
Porträt von Theodor Romscha im Basilianer-Kloster in Glen Cove

Theodor Romscha (ukrainisch Теодор Юрій Ромжа; wiss. Transliteration Teodor Jurij Romscha) (* 14. April 1911 in Welykyj Bytschkiw/Nagybocskó, Komitat Máramaros, Königreich Ungarn; † 1. November 1947 in Mukatschewo, Ukrainische SSR) war Bischof und Apostolischer Administrator des griechisch-katholischen Bistums Mukatschewe. Er ist ein christlicher Märtyrer der Ruthenischen griechisch-katholischen Kirche und wurde von Papst Johannes Paul II. seliggesprochen.

## Leben
Geboren wurde Theodor Romscha 1911 im transkarpatischen Dorf Nagybocskó (ukrainisch Welykyj Bytschkiw) im damaligen ungarischen Komitat Máramaros, nach dem Ersten Weltkrieg gehörte seine Heimatregion zur Tschechoslowakei. Er entstammte einer griechisch-katholischen, „ruthenischen“ (russinischen) Familie. Seine Schulausbildung erhielt er unter anderem im Gymnasium von Chust. Seine theologisch-philosophischen Studien erfolgten ab 1930 in Rom, zunächst am Pontificium Collegium Germanicum et Hungaricum de Urbe und ab 1934 im Päpstlichen Collegium Russicum, welches unter der Aufsicht des Jesuitenordens steht.
Am 25. Dezember 1935 empfing Teodor Romscha in Rom die Diakonweihe und am 24. Dezember 1936 im Alter von 25 Jahren die Priesterweihe, die ihm der russische griechisch-katholische Bischof Alexander Jewreinow spendete. 1937 kehrte Teodor Romscha zum Militärdienst in die Tschechoslowakei zurück. Ab 1939 war er als griechisch-katholischer Priester pastoral in einigen Dörfern Transkarpatiens tätig, das nach der Zerschlagung der Tschechoslowakei wieder von Ungarn annektiert wurde. Als Lehrer war Romscha am griechisch-katholischen Priesterseminar von Uschhorod tätig und wurde dort ab Ende 1939 mit dem Dienst eines Spirituals beauftragt.
Am 8. September 1944 erfolgte die Ernennung Romschas zum Apostolischen Administrator der nach dem Tod von Bischof Alexander Stojka vakanten Eparchie Mukatschewo und zugleich zum Titularbischof von Appia. Am 24. Dezember 1944 spendete ihm in der Kreuzerhöhungskathedrale von Uschhorod der ungarische griechisch-katholische Bischof von Hajdúdorog, Miklós Dudás OSBM, die Bischofsweihe; Mitkonsekratoren waren János Scheffler, Bischof von Satu Mare (Szatmár), und István Madarász, (lateinischer) Bischof von Košice. Im Oktober 1944 nahm die Rote Armee die Karpatenukraine ein. Bischof Romscha wurde von den kommunistischen Sowjets durch Agitation und Provokation bezichtigt, als griechisch-katholischer Christ den Anschluss des Gebietes an die Sowjetukraine zu befürworten und zu unterstützen. Die Sowjets forderten von Bischof Romscha das Unterzeichnen des Manifestes von Mukatschewo vom 26. November 1944. Dieses Manifest erklärte die Gebietseingliederung der Karpaten in die Sowjetunion. Bischof Romscha verweigerte die Unterzeichnung und forderte im griechisch-katholischen Widerstand das Ende der Eingliederung in die Russisch-Orthodoxe Kirche. Im Dezember 1944 wurden bereits griechisch-katholische Kirchen von orthodoxen Christen im mehrheitlich bewohnten Gebiet von Chust besetzt und später der Russisch-Orthodoxen Kirche einverleibt.
Die sowjetische Regierung versuchte, den Widerstand der griechisch-katholischen Christen zu brechen, vor allem ging sie gegen die diplomatische Stärke von Bischof Theodor Romscha vor. Im sogenannten „Rat für Religiöse Angelegenheiten der Orthodoxen Kirche“ wurde für den Übertritt Bischof Romschas geworben. Dieser Wunsch wurde durch den Vorwurf des Separatismus im antisowjetischen Kampf in angeblicher Zusammenarbeit mit den Ungarn bestärkt. Auch wurde Bischof Romscha verwehrt, in jeglicher Form den Unterricht an griechisch-katholischen Schulen und Priesterseminaren auszuüben. Dieser Aufforderung folgte Bischof Romscha nicht. Die Einschüchterungsversuche wurden durch die Sowjets verstärkt, indem Bischof Romscha aufgefordert wurde, angebliche „anti-orthodoxe“ Propaganda zu unterlassen. Anfang 1946 wurde die Karpatenukraine offiziell von der Sowjetunion annektiert und in die Ukrainische SSR eingegliedert.
In der „Angelegenheit Romscha“ besprach Nikita Chruschtschow mit Stalin organisatorische Maßnahmen zur Ermordung des griechisch-katholischen Bischofs. Als Bischof Romscha am 27. Oktober 1947 von der Kirchweih aus Lawky, Rajon Mukatschewo heimwärts unterwegs war, wurde seine Pferdekutsche von einem Militärlastwagen gerammt, durch Schlägertrupps wurde der Kutscher getötet. Die mitgereisten griechisch-katholischen Priester und Seminaristen wurden leicht verletzt. Bischof Theodor Romscha selbst erlitt Verletzungen am Kopf und einen doppelten Kieferbruch. Er wurde daraufhin in das Krankenhaus von Mukatschewo eingeliefert.

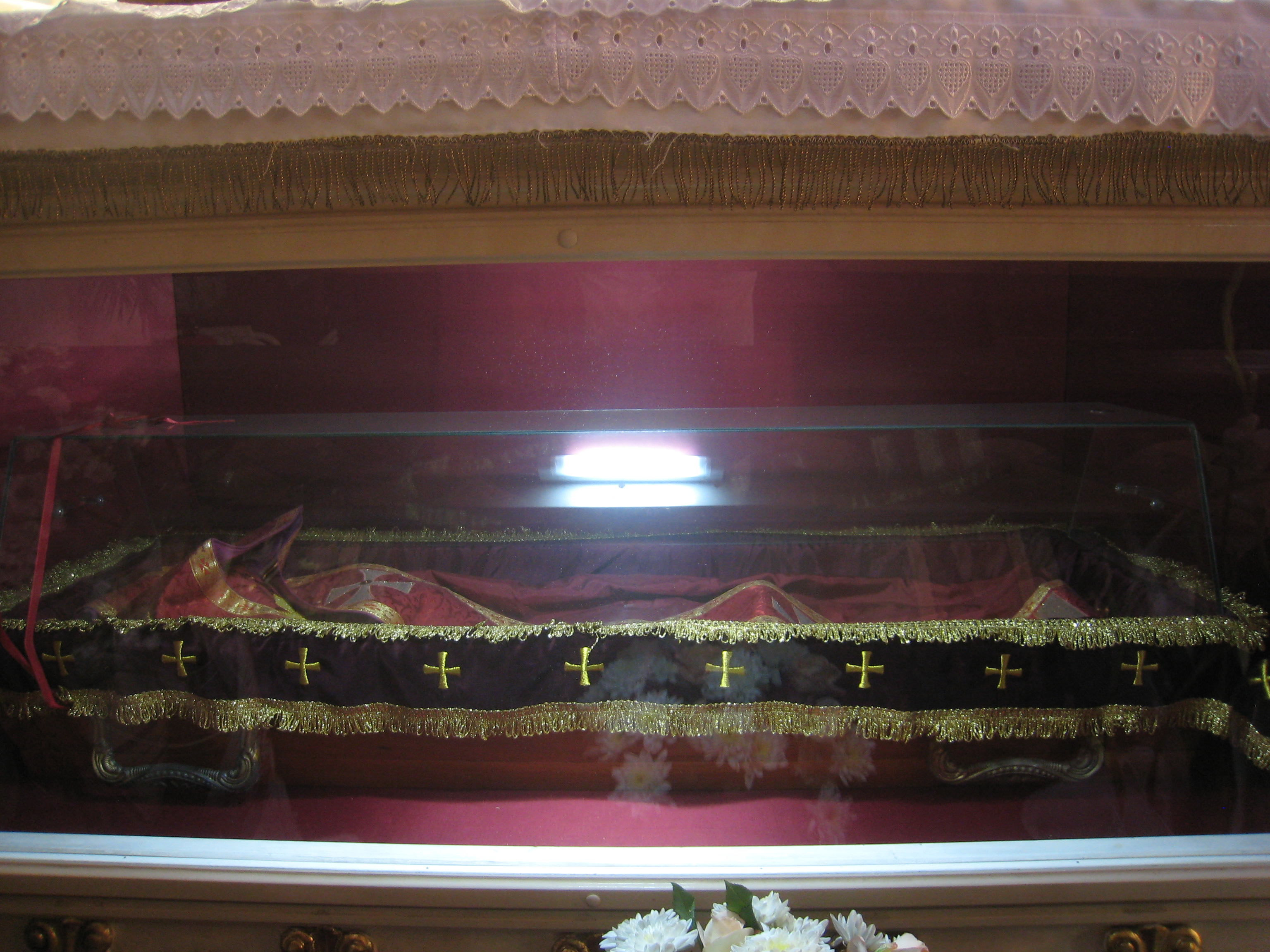
Theodor Romschas Leichnam in der Kreuzerhöhungskathedrale von Uschhorod

Im Krankenhaus stabilisierte sich der Gesundheitszustand des Bischofs. Es folgte ein weiteres Attentat, für das Pawel Sudoplatow in der toxikologischen Abteilung (Laboratorium Nr. 12) eine Ampulle des Giftes Curare bestellte. Durch die Mithilfe eines Oberarztes wurde eine Agentin als Reinigungskraft in das Krankenhaus von Mukatschewo eingeschleust. Die sich um den Bischof Romscha kümmernden Schwestern des Basilianerordens wurden aus dem Krankenhaus geschickt und Bischof Theodor Romscha durch das Gift getötet.

## Nachwirkung
Die sterblichen Überreste des Bischofs Romscha wurden in die Kreuzerhöhungskathedrale von Uschhorod überführt und dort beigesetzt. Die griechisch-katholische Kathedrale wurde während der Sowjetzeit durch die Orthodoxe Kirche übernommen. Ende 1991 wurde diese Kathedrale wieder der Ruthenisch griechisch-katholischen Kirche zur Nutzung übergeben und die sterblichen Überreste des Bischofs Teodor Romscha im Ungarischen Naturwissenschaftlichen Museum untersucht. Das Verfahren zur Seligsprechung wurde bei der Kongregation für die Selig- und Heiligsprechungsprozesse eingeleitet.
Von Papst Johannes Paul II. wurde Bischof Theodor Romscha am 27. Juni 2001 seliggesprochen.